# 沈旋
沈旋（5世紀—6世紀），吴兴郡武康县（今浙江省湖州市德清县）人，南北朝南梁官員。

## 生平
沈旋是南梁少傅、建昌縣侯沈約的兒子，他在父親去世前曾擔任中書侍郎、永嘉太守、司徒從事中郎和司徒右長史，服喪完畢後擔任太子僕；到他的母親去世後辭職，只吃蔬菜，不食五穀，喪事完畢後還是不吃粳米。之後他任職給事黃門侍郎、中撫軍長史，外任招遠將軍、南康內史，任內以政治清明獲稱頌，在任內去世，諡恭侯，著有常人語句的文集，兒子沈寔嗣爵。

## 家族
- 五世祖東晉前將軍參軍沈警[5]
- 高祖父東晉餘姚令沈穆夫[5]
- 曾祖父劉宋河東太守沈林子[5][1]
- 祖父劉宋淮南太守沈璞[5][1]
- 父親南梁少傅、建昌縣侯沈約[1][2]
- 兒子南梁建昌縣侯沈寔、南陳中書令沈眾[4]

## 引用
1. 1 2 3 4 5  《梁書·卷十三·列傳第七》：沈約，字休文，吳興武康人也。祖林子，宋征虜將軍。父璞，淮南太守。璞元嘉末被誅，約幼潛竄，會赦免。……子旋，及約時已歷中書侍郎，永嘉太守，司徒從事中郎，司徒右長史。免約喪，爲太子僕，復以母憂去官，而蔬食辟穀。服除，猶絕粳粱。
2. 1 2 3  《南史·五十七·列傳第四十七》：約十三而遭家難，潛竄，會赦乃免。……子旋，字士規，襲爵，位司徒右長史，太子僕。以母憂去官，因蔬食辟穀，服除，猶絕粳粱。
3. ↑  《梁書·卷十三·列傳第七》：爲給事黃門侍郎、中撫軍長史。出爲招遠將軍、南康內史，在部以清治稱。卒官，諡曰恭侯。子寔嗣。
4. 1 2  《南史·卷五十七·列傳第四十七》：終於南康內史，諡曰恭。集注邇言，行於世……子寔嗣。寔弟眾。
5. 1 2 3 4  《南史·卷五十七·列傳第四十七》：賀子警字世明……子穆夫字彥和……唯穆夫子深子、雲子、田子、林子、虔子獲全。……少子璞嗣。……有子曰約……

## 延伸阅读
[在维基数据编辑]
 《梁書·卷13》，出自姚思廉《梁書》